# Bongardia
Bongardia es un género con cuatro especies de plantas de flores perteneciente a la familia Berberidaceae.

## Taxonomía
El género fue descrito por Carl Anton von Meyer   y publicado en Verzeichniss Pfl. Caucasus 174. 1831. La especie tipo es: Bongardia rauwolfii C.A. Mey. 

## Especies seleccionadas
- Bongardia chrysogonum
- Bongardia margalla
- Bongardia olivieri
- Bongardia rauwolfii